# Grande coronide
Satyrus ferula
Espèce
La Grande coronide, Pupillé ou Semi-Actéon (Satyrus ferula) est une espèce de lépidoptères (papillons) appartenant à la famille des Nymphalidae, à la sous-famille des Satyrinae et au genre Satyrus.

## Dénomination
Elle a été nommée Satyrus ferula par Johan Christian Fabricius en 1793.
Synonymes : Papilio ferula Fabricius, 1793; Papilio cordula Fabricius, 1793; Hipparchia ferula ;Papilio bryce Hübner, 1800 ; Satyrus cordula.

### Sous-espèces
- Satyrus ferula alaica Staudinger, 1886 ;
- Satyrus ferula altaica Grum-Grshimailo, 1893 ;
- Satyrus ferula atlantea (Verity, 1927) dans l'ouest du Maroc, la Coronide de l'Atlas[2].
- Satyrus ferula cordulina Staudinger, 1886 ;
- Satyrus ferula liupiuschani O. Bang-Haas, 1933 ;
- Satyrus ferula medvedevi Korshunov, 1996 ;
- Satyrus ferula penketia Fruhstorfer, 1908 ; en Grèce.
- Satyrus ferula rickmersi van Rosen, 1921 ;
- Satyrus ferula sergeevi Dubatolov et Streltzov, 1999 ;
- Satyrus ferula serva Fruhstorfer, 1909 [3];

### Noms vernaculaires
La Grande coronide ou Pupillé ou Semi-Actéon se nomme Great Sooty Satyr en anglais.

## Description
La Grande coronide est de couleur marron plus ou moins foncé avec ou pas une large bande orangée, et deux gros ocelles marron pupillés de blanc aux antérieures.
Le revers des antérieures est semblable, celui des postérieures est de différents tons de beige, ocre ou marron formant une ornementation variable.

### Chenille
Elle est de couleur beige à rayures longitudinales marron terne.

## Biologie

### Période de vol et hivernation
La Grande coronide vole en une génération entre mi-juin et début août.

### Plantes hôtes
Ses plantes hôtes sont des Festuca dont Festuca ovina , des Stipa, et Deschampsia caespitosa.

## Écologie et distribution
La Grande coronide est présente au Maroc, dans le sud de l'Europe (France, Italie, Albanie, Grèce), en Asie Mineure, Iran, Ukraine, Kazakhstan, sud-ouest de la Sibérie et dans l'ouest de la Chine,.
La Grande coronide  est présente dans tous les départements de la moitié sud de la France métropolitaine excepté les départements de la côte atlantique et la Corse.

### Biotope
Elle réside dans les lieux rocheux herbus et buissonneux.

### Protection
Pas de statut de protection particulier.